# Juan Andrés Naranjo Escobar
Juan Andrés Naranjo Escobar (* 4. Januar 1952 in Ciudad Real) ist ein spanischer Politiker der Partido Popular.
Naranjo Escobar studierte an der Universidad Complutense de Madrid Geisteswissenschaften und Spanische Philologie. Später erwarb er an der Universidad Complutense das Postgraduiertendiplom des Instituts für Erziehungswissenschaften und schloss ein Studium an einer katholischen Universität mit dem Master in Soziologie und Personalwesen ab. 1983 wurde er stellvertretender Direktor des Instituts Juan Valdés. Von 1982 bis 1989 war er Professor am Priesterseminar in Madrid und in dieser Zeit auch Gastdozent für Spanisch an der Universität Menéndez y Pelayo. 1992 war er für die Stadt Madrid als Sachberater für Kultur und als Berater des Konsortiums für die damalige Europäische Kulturhauptstadt Madrid tätig. Von 1995 bis 1996 saß er im Parlament der Autonomen Region Madrid, dazu im Wahlkomitee der Partido Popular. Ab 1996 war er Direktor des Kabinetts des ersten stellvertretenden Ministerpräsidenten der spanischen Regierung, Francisco Álvarez Cascos. 1999 wurde er in das Europäische Parlament gewählt. Die Wiederwahl 2004 blieb ihm zunächst versagt, doch rückte er 2008 in das Parlament nach. 2009 scheiterte er erneut an der Wiederwahl, am 13. Januar 2012 rückte er erneut nach. Im Europaparlament gehörte er lange Jahre dem Haushaltsausschuss an.